# От местопрестъплението: Кибер атаки
„От местопрестъплението: Кибер атаки“ (на английски: CSI: Cyber) е американски криминален сериал, който започва по CBS на 4 март 2015 г. Това е третото разклонение на „От местопрестъплението“. Патриша Аркет изпълнява главната роля на д-р Ейвъри Райън (която в дублажа се озвучава от Нина Гавазова, а в двете си появи в „От местопрестъплението“ първо от Христина Ибришимова, а после от Ани Василева).
На 11 май 2015 г. CBS подновява сериала за втори сезон. Тед Дансън, който играе ролята на Ди Би Ръсел в първия сериал, ще се присъедини към състава и ще играе същата роля. На 12 май 2016 г. сериалът е спрян след два сезона.

## „От местопрестъплението: Кибер атаки“ в България
В България сериалът започва по Нова телевизия на 5 август 2015 г., всеки делник от 21:00. Първи сезон завършва на 26 август. Ролите се озвучават от артистите Нина Гавазова, Даниела Сладунова, Димитър Иванчев, Светозар Кокаланов и Стефан Сърчаджиев – Съра.
На 6 ноември 2015 г. започва повторно излъчване по AXN със субтитри на български. Заглавието е преведено като „Киберпрестъпления“.
На 2 ноември 2016 г. започва и по Кино Нова, всеки ден от 20:00 с повторение около 23:00. Първи сезон завършва на 16 ноември. На 17 ноември започва премиерно втори сезон и завършва на 4 декември.
На 6 октомври 2020 г. започва от 20:10 по Fox Crime, а разписанието му е всеки делник от 19:15 по два епизода. Дублажът е на студио Доли, а екипът е същият и единствено Даниела Сладунова е заместена от Мина Костова.